# Llanbadarn Fynydd

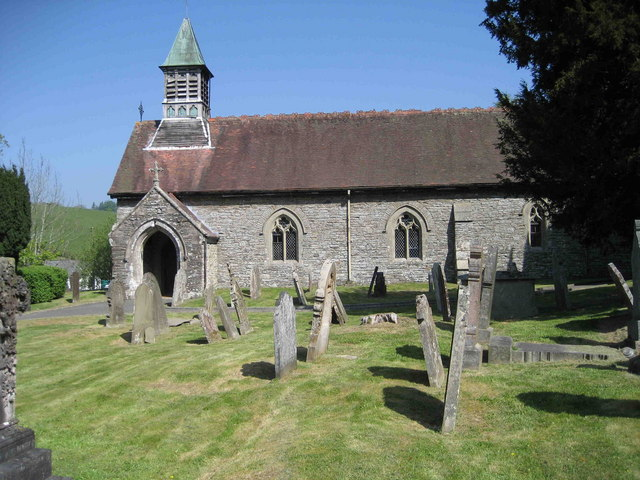

Llanbadarn Fynydd é uma comunidade no condado de Powys, Gales. Está a 101,7 km de Cardife e a 240,2 km de Londres. De acordo com o censo realizado em 2011 no Reino Unido, a população de Llanbadarn Fynydd era de 295 habitantes, dos quais 8,8% aptos a falar galês. A comunidade inclui também a vila de Llanbadarn.
O Castell y Blaidd, um estabelecimento medieval, fica nas proximidades, bem como o Coventry Round Barrow e Moel Dod Round Barrow.